# Vuelve a mí
Vuelve a mí (lit. Volta para Mim) é uma telenovela americana produzida  pela Telemundo Global Studios para a Telemundo, em 2023 e 2024. A novela é uma história original de Sergio Mendoza e Amaris Páez. Estreou na Telemundo em 9 de outubro de 2023, retomando a programação deixada pela oitava temporada de El Señor de los Cielos pelas produções originais e terminou em 16 de fevereiro de 2024.
É protagonizada por William Levy e Samadhi Zendejas e antagonizada por Kimberly Dos Ramos, Ferdinando Valencia, Rodolfo Salas, Laura Flores, Anthony Álvarez e Juan Pablo Llano  e atuaçãoes estelares de Ximena Herrera, Christian de la Campa, Geraldine Galván, Amaranta Ruiz, Christian Ramos, Anna Sobero e com os primeiros atores Eduardo Ibarrola, Leonardo Daniel, Fernando Ciangherotti, Víctor Cámara e Carlos Mata.

## Enredo
Nuria (Samadhi Zendejas), é uma mulher de poucos recursos que inicia um relacionamento com Bráulio (Ferdinando Valencia) sem saber que ele é um dos donos da empresa onde trabalha para sustentar o filho e a irmã. As vidas dos personagens principais começam a se entrelaçar após o trágico sequestro de Andrés (André Sebastián), filho de Nuria. Sua força só é proporcional ao amor que sente pelo filho.
No momento menos esperado, Santiago (William Levy) entra em sua vida para se tornar não apenas o principal elo que liga a mãe desesperada ao filho sequestrado, mas também será o grande amor de sua vida e o pilar que a mantém viva. viva sua esperança em uma jornada cheia de obstáculos.

## Elenco
- William Levy - Santiago Zepeda Guevara
- Samadhi Zendejas - Nuria García
- Kimberly Dos Ramos - Liana Corrales
- Ximena Herrera - Amelia San Román de Zepeda
- Ferdinando Valencia - Braulio Zepeda Guevara
- Rodolfo Salas - Fausto Meléndez
- Christian de la Campa - Diego Carranza
- Laura Flores - Martha Guevara de Zepeda
- Geraldine Galván - Consuelo García
- Amaranta Ruiz - Rosalía García
- Christian Ramos - Jeremías Montejo "El Chalo"
- Anna Sobero - Aída Jiménez
- Anthony Álvarez - Isidro Sánchez "El Tigre"
- Eduardo Ibarrola - Raymundo Esquivel
- Ariana Saavedra - Eugenia López García
- Diego Klein - Jacinto Bermúdez
- Leonardo Daniel - José María "El Chema"
- Fernando Ciangherotti - Roberto Zepeda
- André Sebastián - Andrés "Andresito" García / Juan "Juanito" Zepeda San Román
- Jorge Luis Pila - Alberto Robles
- Víctor Cámara - Mariano
- Juan Pablo Llano - Sapo Fernández
- Jessica Cerezo - Sara
- Carlos Mata - Valentín San Román
- Ricardo Kleinbaum - Gerardo
- Paloma Márquez - Raquel
- Ana Gabriel Marcoccia - Cassandra Solórzano
- Adriana Oliveros - Directora
- Salim Rubiales - Rosendo Olmedo
- Nacho Huett - Licenciado Martínez
- Emma Mizrahi - Mia
- María-Laura Quintero - Vicenta "La Chenta"
- José Mizrahi - Tenencio Rodríguez
- Isairis - Rosie "Rosy"
- Denisse Novoa - Carmen Esquivel
- Laura Rosguer - Violeta Mercado
- Nelly Flores - Mariana
- Steven González - Policía Oficial
- Ahrid Hannaley - Tania Solórzano
- Angelo Jamaica - José
- Jairo Calero - Narco
- Carlos Acosta-Milian - Comandante Guzmán
- Daniel Medina - Carlos "Carlitos"
- Diego González - Manuel
- Michael Bohrer - Fabián Cortez
- Joaquín Gil - Marcos Gaitán
- Diana Chacon - Guadalupe "Lupita"
- Suzy Herrera - Anita
- Carlos Guerrero - Mario López
- Manuel Sevilla - Javier Torres
- Ricardo Burgos - Doctor
- Jessica Cediel - Celia
- Sarah Daniela - Diana Carranza
- Giancarlo Pasqualotto - Ezequiel Martínez
- Rafael Caparroso - Thug
- Diana Franco - Romelia
- Carmen Olivares - Angustias
- Aldeni Tovar - Hilda

## Produção
Em 25 de janeiro de 2023 a novela foi anunciada no evento 2023 Content Americas com o título provisório de Hasta siempre. Em 11 de maio de 2023 a novela foi apresentada durante o Telemundo Up-front para a temporada televisiva 2023-24 e foi anunciado que o título oficial seria Come Back to Me. Em 18 de maio de 2023, uma extensa lista de atores foi publicada em um comunicado à imprensa. A produção começou a ser filmada em 22 de maio de 2023 em Miami, Estados Unidos.

## Audiência
| Horário                | # Eps. | Estreia              | Estreia           | Final                   | Final           | Posição | Temporada | Classificação geral |
| Horário                | # Eps. | Data                 | Primeiro capítulo | Data                    | Último capítulo | Posição | Temporada | Classificação geral |
| ---------------------- | ------ | -------------------- | ----------------- | ----------------------- | --------------- | ------- | --------- | ------------------- |
| Segunda – Sexta 9pm/8c | 91     | 9 de outubro de 2023 | 0.74              | 16 de fevereiro de 2024 | 1.16            | #1      | 2023-2024 | 0.89                |